# Amaury Jadin
Amaury Jadin (Uccle, 10 agosto 1986) è un ex cestista belga.

## Carriera
Dal 2010 al 2013 ha militato nello Spirou BC Charleroi, squadra con cui ha vinto il campionato belga nella stagione 2010-2011.

## Palmarès
- Campionato belga: 1

Spirou Charleroi: 2010-11